# NGC 11
NGC 11은 안드로메다자리에 위치한 나선 은하이다.